# Die Beshin-Wiese
Die Beshin-Wiese ist ein halbstündiges, sowjetisches Filmfragment, das der Regisseur Sergei Eisenstein in den Jahren 1935 bis 1937 inszenierte. Der Titel ist einer literarischen Vorlage von Iwan Turgenjew entlehnt, der Film orientiert sich inhaltlich an dem Fall des nach offizieller sowjetischer Lesart von reaktionären Verwandten erschlagenen Pawel Morosow, dessen historische Authentizität aber zweifelhaft ist.

## Handlung
Die Geschichte spielt unter Kolchosbauern der frühen Stalin-Ära.
Die Mutter des jungen Stepok ist an den Folgen der schweren Prügel seines Vaters, eines grobschlächtigen Kulaken, gestorben. Der Vater ist zutiefst erzürnt über seinen Sohn, weil dieser die anderen Kolchosbauern vor einer von ihm geplanten Brandstiftung gewarnt hatte. Dennoch kommt es zu einem Scheunenbrand. Dahinter stehen jedoch andere Kulaken, die sich nach ihrer Tat in einer Kirche verschanzen. Sie werden jedoch gefangen genommen und abgeführt. Wenig später gelingt es den Brandstiftern aber, ihre Bewacher zu überwältigen und wieder frei zu kommen. Stepok, der mit anderen Kolchose-Jungen jede Nacht das Getreide vor Dieben zu bewachen hat, wird von seinem Vater erschossen. Er stirbt in den Armen eines alten Kommunisten, der ihn durch die wogenden Kornfelder zurück ins Dorf trägt.

## Produktionsnotizen
Beschin lug, so der Originaltitel, wurde durch zahlreiche politische Entscheidungen an seiner Vollendung gehindert. Eine Uraufführung des im Frühjahr 1937 weitgehend abgeschlossenen Films hat es nie gegeben, da dieser in seiner Eisensteinschen Konzeption nicht mehr vorhanden ist. In Deutschland konnte man das halbstündige Fragment erstmals am 24. Januar 1972 im ZDF sehen.

## Hintergründe zur Entstehungsgeschichte und Wissenswertes
Die Beschin-Wiese sollte Eisensteins erster Film nach seiner Rückkehr aus den Vereinigten Staaten (1932) werden. Doch während Eisensteins Abwesenheit hatte sich das politische Klima in der UdSSR maßgeblich gewandelt. Die Zeit der Experimentierfreudigkeit (1920er Jahre) im sowjetischen Kino war einer massiven Kontrollwut seitens der Stalin-Kultur gewichen. Mit Boris Schumjatski hatte überdies ein äußerst linientreuer Funktionär die Generaldirektion der Hauptverwaltung Film in Moskau übernommen, der akkurat die Befehle seiner kulturpolitischen Vorgesetzten exekutierte. Eisenstein wurde vorgeschlagen, eine Musikkomödie zu drehen, was diesem nicht gefiel. Als Eisenstein wiederum den Gegenvorschlag machte, eine exzentrische Komödie zu inszenieren, verwarf wiederum Schumjatski diesen Einfall.

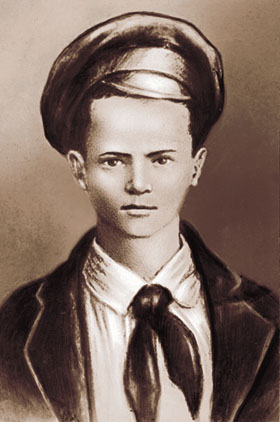
Vorbild für den ermordeten Stepok im Film: Pawel Morosow (hier das von der sowjetischen Propaganda verbreitete, fiktive Porträt)

Schließlich einigte man sich auf den vorliegenden Stoff, und 1935 konnte Eisenstein mit den Dreharbeiten zu Beschin lug beginnen. Nach zwei Dritteln der Dreharbeiten ereilte den Regisseur der Befehl, selbige abzubrechen. Nach den von Schumjatski geforderten Drehbuchänderungen konnte Eisenstein sie wieder fortsetzen. Im Laufe des darauf folgenden Jahres veränderte sich die Kulturpolitik im Rahmen der stalinistischen „Säuberungen“ derart, dass Eisensteins Vorhaben nun überhaupt nicht mehr in das vorgegebene Kulturkonzept passte. Zu diesem Zeitpunkt hatte der Regisseur seinen etwa fünfstündigen Film abgeschlossen und Freunden wie Lion Feuchtwanger vorgeführt, der sich begeistert zeigte. Im März 1937 war Eisenstein gerade mit dem Filmschnitt beschäftigt, als er kurz vor dem Abschluss das Projekt endgültig begraben musste. Selbst sein bedeutender Name schützte ihn nicht mehr vor damals so gefährlichen Vorwürfen wie dem des „Formalismus“ und des „Subjektivismus“, und so musste er sich, um das Schlimmste zu verhüten, in offen zur Schau gestellter Selbstkritik ergehen. Das Filmmaterial wurde requiriert und später wohl vernichtet.
Sergei Eisensteins Witwe übergab 1963, gut 15 Jahre nach dem Tode ihres Mannes, dessen Filmarchivalien dem Eisenstein-Archiv. Das Material wurde von dem Regisseur Sergei Jutkewitsch und dem Filmhistoriker Naum Kleiman gesichtet. Beide fügten diejenigen Bilder, die Eisenstein einst für sich aus einer Positiv-Kopie ausgeschnitten hatte, in mühseligster Kleinarbeit zusammen, sodass Teile des Films mit Standfotos rekonstruiert werden konnten. Von diesem rund 60-minütigen Rekonstruktionsversuch wurde später etwa die Hälfte für eine erstmalige internationale Vorstellung von Die Beschin-Wiese verwertet. Es handelt sich bei diesem Werk also nicht um einen Film mit bewegten Bildern, sondern lediglich um eine Aneinanderreihung von Fotos, die jedoch durchaus einen Eindruck hinterlassen, wie dieser Eisenstein-Film hätte aussehen können.

## Einschätzungen
„Dieser „Foto-Film“ läßt vermuten, daß Beschin lug eines der Meisterwerke Eisensteins geworden wäre. Die Komposition und die innere Dynamik der Bilder überzeugen auch hier noch; Aufbau und Stil machen deutlich, daß – über die bloße, realistische Schilderung eines Einzelfalles hinaus – ein Gleichnis von der bezwingenden Kraft der neuen Zeit entstanden wäre.“

Im Lexikon des Internationalen Films heißt es: „Da Eisenstein die Turgenjew-Vorlage „Aufzeichnungen eines Jägers“ … unter Vernachlässigung der politischen Aspekte zu einem symbolischen Urkonflikt zwischen Vater und Sohn formalisierte, fiel der Film der stalinistischen Kulturzensur zum Opfer: 1937 mußten die Dreharbeiten abgebrochen werden, der unvollendete Film verschwand im Archiv (…) An Hand von Montageplänen haben Naum Kleemann und Sergej Jutkewitsch dieses vorwiegend aus Standfotos bestehende, filmhistorisch äußerst interessante Fragment rekonstruiert.“